# ティンカー・ベル (映画)
『ティンカー・ベル』 (Tinker Bell) は、2008年公開のアニメ映画（OVA）。
アメリカでは2008年10月28日にDVDが発売された。日本では同年12月23日に劇場公開され、2009年4月3日にDVDが発売された。
日本公開時のキャッチコピーは、「それは、世界で一番有名な妖精の、誰も知らない秘密の物語…」

## 概要
『ティンカー・ベル』シリーズは2008年の第1作（本作）が好評だったため、続編の製作が決定した。

## ストーリー
『人間の赤ちゃんが初めて笑う時に、妖精は生まれる。』
ネバーランドにある妖精の谷「ピクシー・ホロウ」に新しく産まれた妖精はティンカー・ベルだった。妖精たちには、植物を育てたり、動物を育てたり、光を集めたり、水を操るといった様々な才能のうち、1つを持って生まれる。誕生後の儀式で、ティンカー・ベルが持っている才能は「もの作りの才能」だと判明し、もの作り妖精の仲間たちと暮らすようになる。四季を届けにメインランド（人間の世界）へ行くことに憧れるティンカー・ベルだったが、もの作り妖精の仕事が、他の妖精たちの使う道具を製作、修理するといった裏方作業であり、もの作り妖精はメインランドへ行くことができないことを知ってしまう。もの作りへの情熱をすっかり失ってしまったティンカー・ベルは、「きっと自分には他の才能があるに違いない」と他の妖精たちに、それぞれの仕事の手伝いを申し出る。しかし、どれも失敗ばかり。
諦められないティンカー・ベルは、ヴィディアに相談するが、意地悪で嘘を教えられ、次の季節「春」の準備を台無しにしてしまう。準備をやり直して、メインランドに春を届けるには数か月がかかるという試算。落ち込むティンカー･ベルに声をかけるのは、テレンスだった。自分の仕事を「妖精の粉を妖精たちに振りかけるだけ」と卑下するテレンスに、ティンカー・ベルは、仕事に誇りを持つように励ます。しかし、テレンスは「自分の仕事を誇りに思っている」と答える。「もの作り」の仕事への誇りを思い出したティンカー・ベルは、春の準備を短時間でできる新しい道具を開発する。妖精の皆の協力もあって、春の準備を期限までに間に合わせることができた。
本来ならば、メインランドへ行けない「もの作りの妖精」だが、フェアリーメアリーにも修理できなかったメインランドからの漂着したオルゴールを直したことを認められ、修理したオルゴールを落とし主に届けるという役目が与えられた。春を届けにメインランドへ行ったティンカー･ベルたちは、オルゴールを落とし主である女の子の寝室の窓にそっとオルゴールを返してくるのだった。その女の子は、ウェンディと呼ばれていた。

## 登場人物
吹き替えを行った声優を英語版、日本語版の順に記した。
ティンカー・ベル
声 - メイ・ホイットマン、深町彩里
ロゼッタ
声 - クリスティン・チェノウェス、豊口めぐみ
イリデッサ
声 - レイヴン・シモーネ、園崎未恵
シルバーミスト
声 - ルーシー・リュー、高橋理恵子
フォーン
声 - アメリカ・フェレーラ、坂本真綾
フェアリーメアリー
声 - ジェーン・ホロックス、山像かおり
テレンス
声 - ジェシー・マッカートニー、細谷佳正
クランク
声 - ジェフ・ベネット、河本邦弘
ボブル
声 - ロブ・ポールセン、石田彰
ヴィディア
声 - パメラ・アドロン、朴璐美
クラリオン女王
声 - アンジェリカ・ヒューストン、高島雅羅

## 制作・エピソード

### アート
キーアートイラストはリック・ローが行った。

### 音楽
- 日本語吹替版エンディングテーマ『妖精のうた』湯川潮音
ディズニー映画において日本語吹替版のエンディングテーマに日本人アーティストの曲が使われるのは『アトランティス 失われた帝国』以来、7年ぶりとなる。

### オーディション
主役であるティンカーベルの吹き替え役を選ぶために、携帯電話を利用したオーディションが開催された。
ディズニー公式携帯サイトへのユーザー登録を行い、映画の公式サイトへとアクセスし、応募者の名前とオーディション用セリフを携帯電話から吹き込むといった方式が採用されている。応募総数1万7358人の中から深町彩里が選ばれることになった。

## サウンドトラック
ティンカー・ベル オリジナル・サウンドトラックは2008年10月14日(日本12月3日)に発売された。

### 収録曲
| #         | タイトル                                                                         | 作詞  | 作曲・編曲 | 時間 |
| --------- | -------------------------------------------------------------------------------- | ----- | ---------- | ---- |
| 1.        | 「トゥ・ザ・フェアリーズ・ゼイ・ドロウ・ニア」(ロリーナ・マッケニット)           |       |            | 0:51 |
| 2.        | 「フライ・トゥ・ユア・ハート」(セレーナ・ゴメス)                                 |       |            | 3:11 |
| 3.        | 「ハウ・トゥ・ビリーブ」(ルビー・サマー)                                         |       |            | 3:04 |
| 4.        | 「レット・ユア・ハート・シング」(キャサリン・マクフィー)                         |       |            | 3:32 |
| 5.        | 「ビー・トゥルー」(ジョナサ・ブルック)                                           |       |            | 3:49 |
| 6.        | 「トゥ・ザ・フェアリーズ・ゼイ・ドロウ・ニア・パート２」(ロリーナ・マッケニット) |       |            | 3:33 |
| 7.        | 「シャイン」(ティファニー・ジャルディーナ)                                       |       |            | 3:13 |
| 8.        | 「フライ・ウィズ・ミー」(カリ・キンメル)                                         |       |            | 3:28 |
| 9.        | 「ワンダー・オブ・イット・オール」(スコッティ・ハスケル)                         |       |            | 3:18 |
| 10.       | 「エンド・クレジット （組曲）」(ジョエル・マクニーリー)                          |       |            | 7:18 |
| 合計時間: | 合計時間:                                                                        | 35:17 |            |      |

| #         | タイトル                                      | 作詞  | 作曲・編曲 | 時間 |
| --------- | --------------------------------------------- | ----- | ---------- | ---- |
| 11.       | 「妖精のうた （ボーナストラック）」(湯川潮音) |       |            | 3:06 |
| 合計時間: | 合計時間:                                     | 38:23 |            |      |